# Taiping (ort i Kina, Sichuan, lat 28,14, long 106,04)
Taiping (kinesiska: 太平) är en ort i Kina. Den ligger i provinsen Sichuan, i den sydvästra delen av landet, omkring 340 kilometer sydost om provinshuvudstaden Chengdu. Antalet invånare är 3 000.
Runt Taiping är det ganska tätbefolkat, med 185 invånare per kvadratkilometer. Närmaste större samhälle är Tongmin, 6,4 km nordväst om Taiping. Omgivningarna runt Taiping är en mosaik av jordbruksmark och naturlig växtlighet.
Genomsnittlig årsnederbörd är 1 251 millimeter. Den regnigaste månaden är juni, med i genomsnitt 203 mm nederbörd, och den torraste är januari, med 21 mm nederbörd.